# Geodena inferma
Geodena inferma es una especie de polilla de la familia Geometridae, descrita por primera vez por Charles Swinhoe en 1904, con distribución endémica en Angola.

## Descripción
Es una polilla pequeña con una envergadura de unos 18 milímetros (0,7 plg). Las antenas son negras, el cuerpo pardo, los palpos superiores y la última articulación son negros, mientras que los palpos inferiores, la frente, cabeza y tórax son de color ocres. El abdomen es gris con tintes ocres, las alas blanco grisáceo con tintes ocres. Las alas anteriores son menos ocres que las posteriores y con tintes violáceos pálidos, una gran mancha negra en el extremo de la celda de las alas anteriores y una mancha más pequeña en el extremo de la celda de las alas posteriores. La aparte inferior es más ocre.